# Zręb
Zręb – skała w prawych zboczach Doliny Brzoskwinki w miejscowości Chrosna w województwie małopolskim, w powiecie krakowskim, w gminie Liszki. Znajduje się na Garbie Tenczyńskim (część Wyżyny Krakowsko-Częstochowskiej) w obrębie Tenczyńskiego Parku Krajobrazowego.
W 2007 r. na prawym zboczu Doliny Brzoskwinki usunięto zadrzewienia na skałach i w ich otoczeniu, przez co skały stały się dobrze widoczne i efektowne. Zręb znajduje się pomiędzy Obchodnią i Mysiurą. Tuż poniżej tych skał prowadzi szlak turystyczny i ścieżka dydaktyczna.
Zbudowany z wapienia Zręb ma wysokość 8–14 m, pionowe lub przewieszone ściany z filarem, kominem i zacięciem. Jest obiektem wspinaczki. Wspinacze poprowadzili na nim 16 dróg wspinaczkowych (w tym 1 projekt). Mają długość 9–15 m i bardzo zróżnicowany stopień trudności  – od III do ekstremalnie trudnych VI.6+ w skali Kurtyki. Niemal wszystkie mają zamontowaną asekurację w postaci 2–6 ringów (r) i stanowiska zjazdowe (st). Ściany wspinaczkowe o wystawie północno-wschodniej, wschodniej i południowo-wschodniej.

## Szlaki turystyczne
Mników – Dolina Mnikowska – Wąwóz Półrzeczki – Dolina Brzoskwinki – Brzoskwinia – Las Zabierzowski – Zabierzów.
 ścieżka dydaktyczna „Chrośnianeczka”: Chrosna – Dolina Brzoskwinki – Chrosna

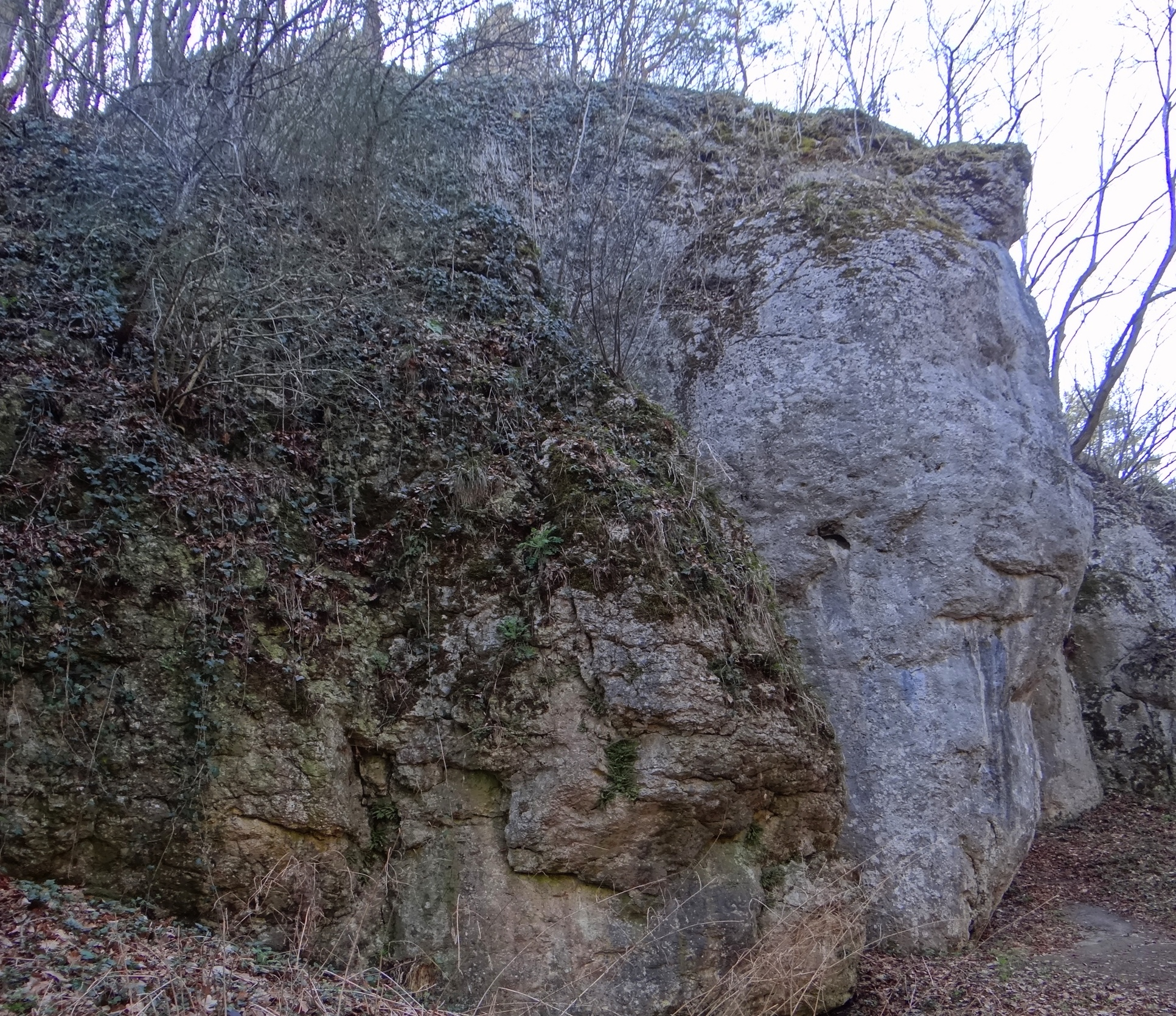
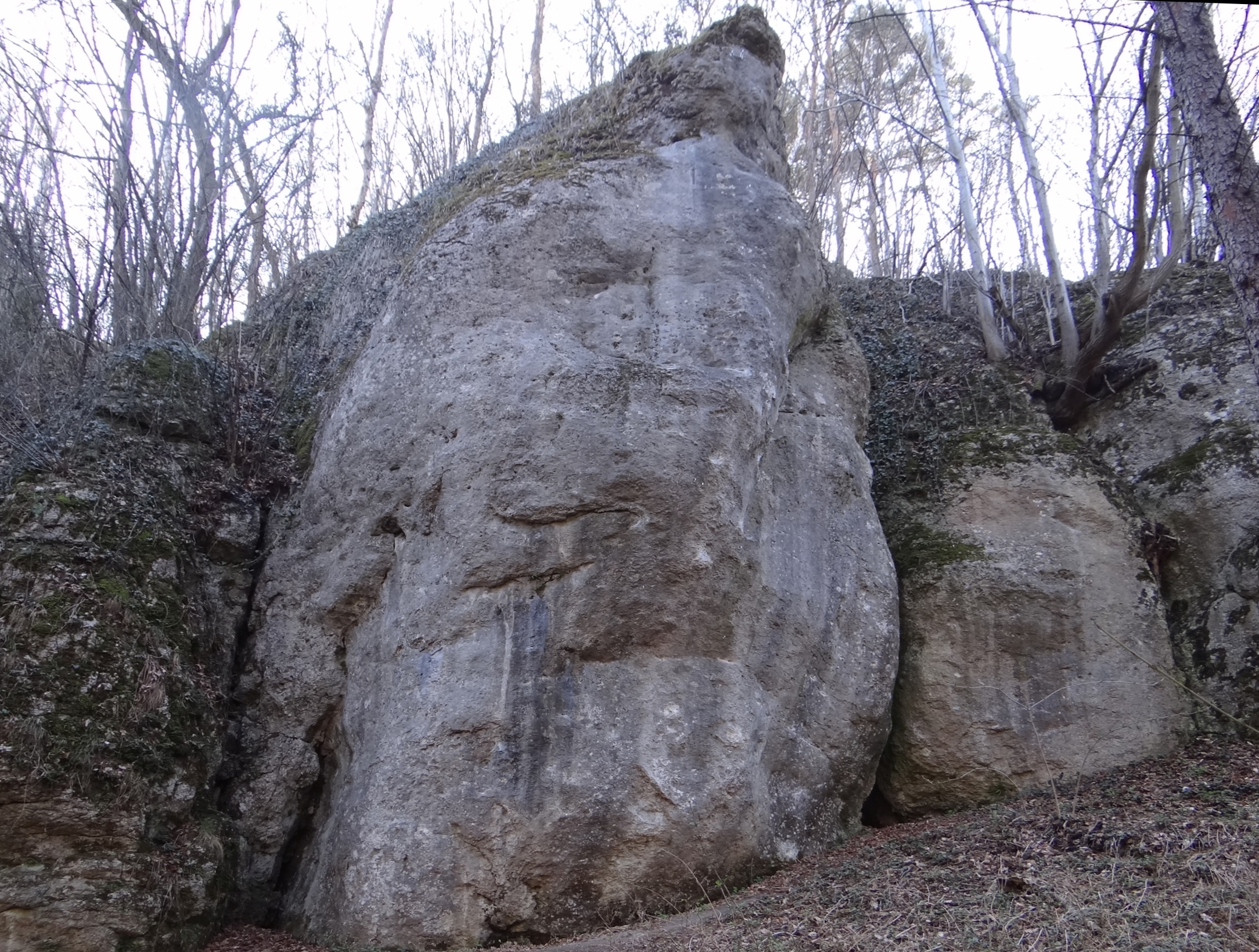
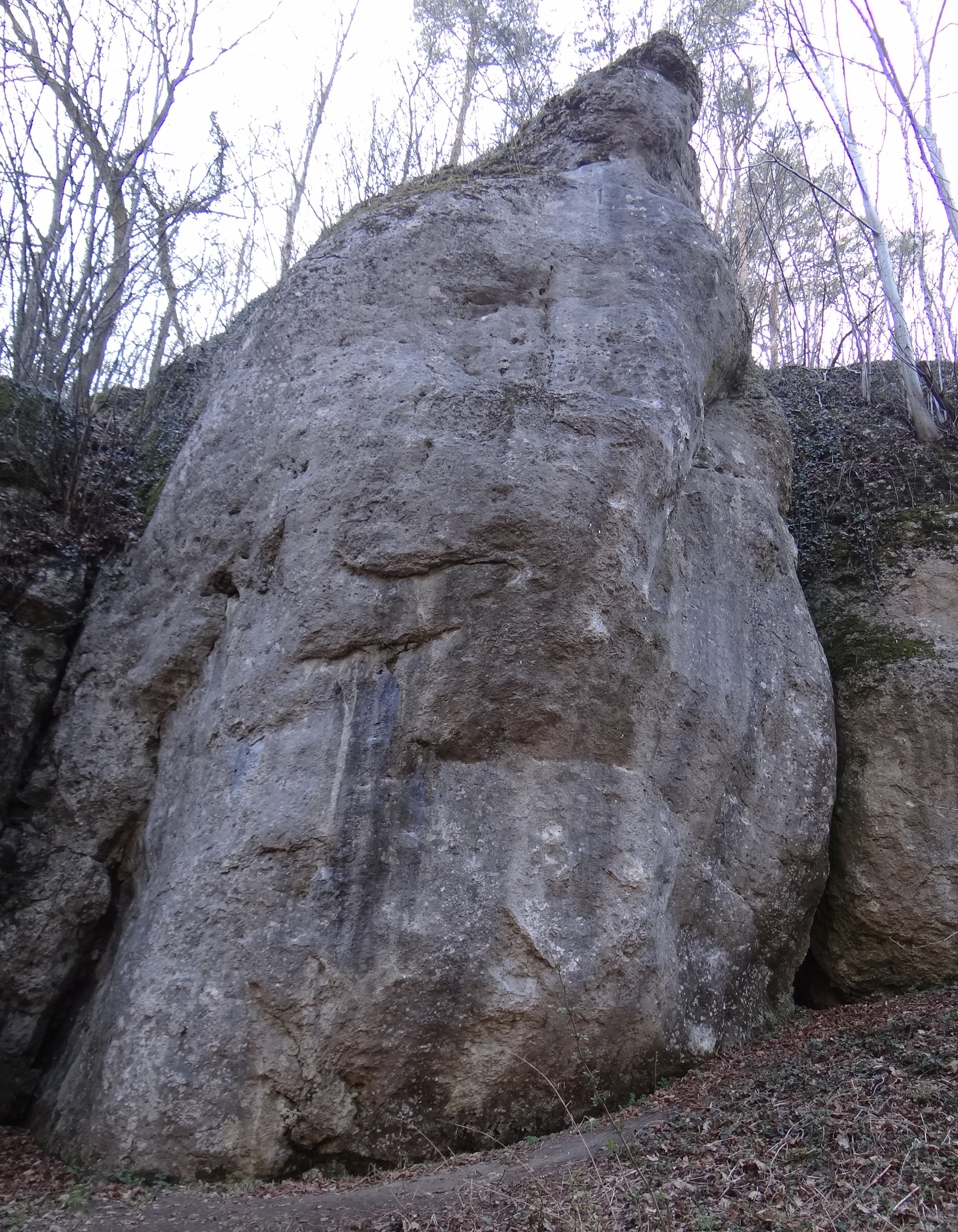
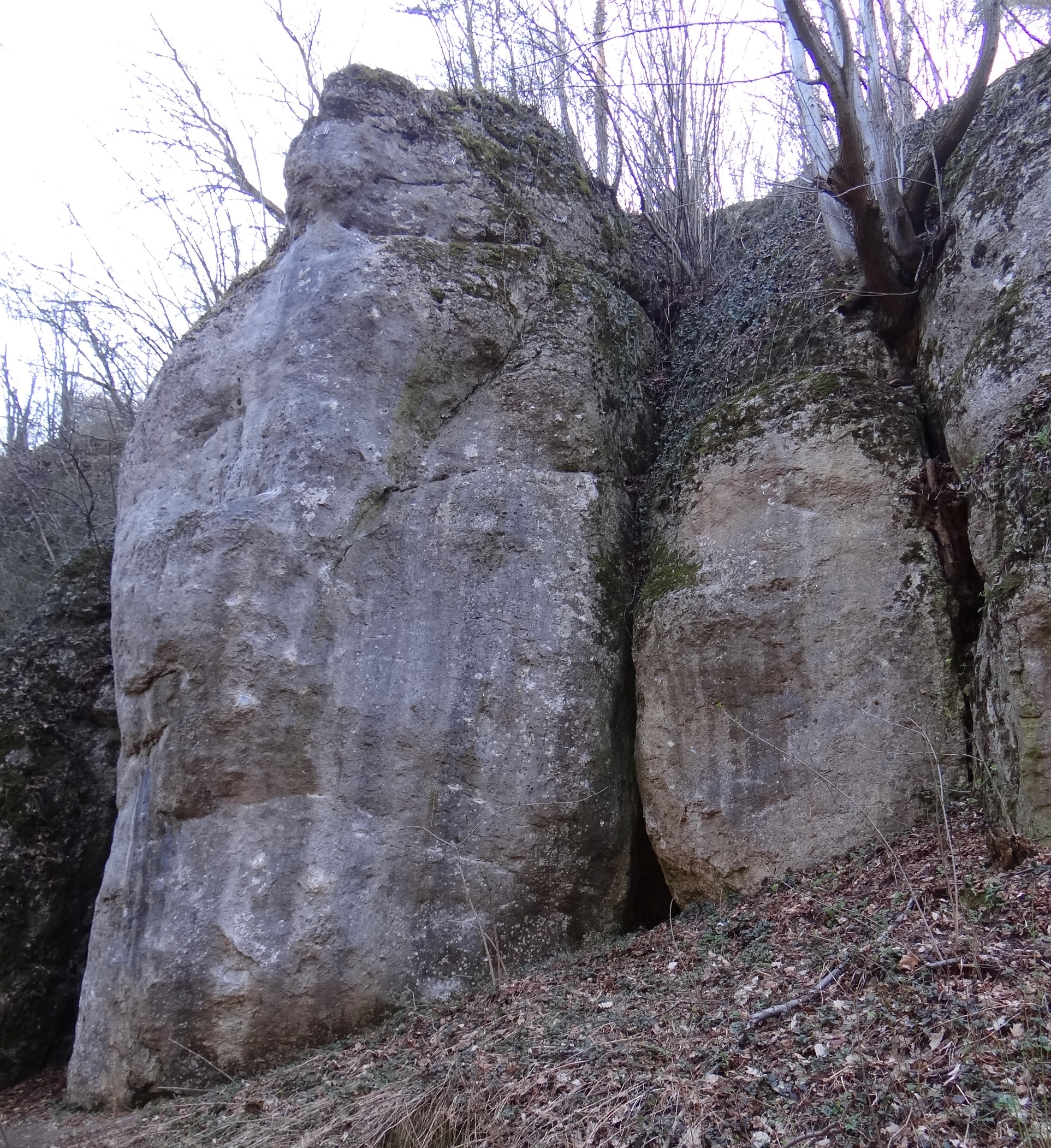
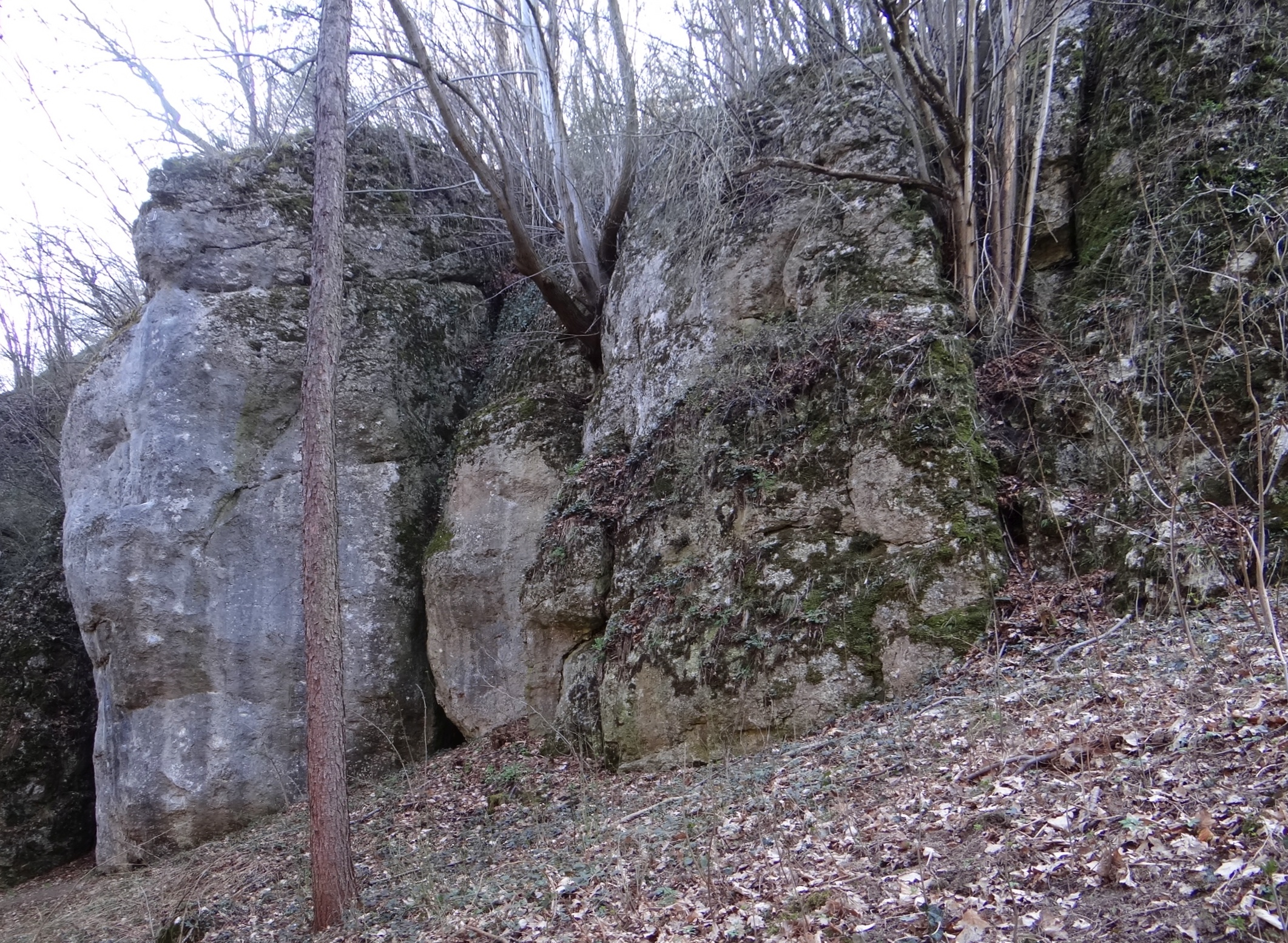

## Drogi wspinaczkowe
1. Kleszcze niespokojne; 4r + st, VI.4+, 14 m
2. Oferta Zrębu zawsze na czasie; 5r + st, VI.3, 15 m
3. Czasoprzestrzenny muł; 5r + st, VI.4/4+, 15 m
4. Komarów 1920; 4r + st, VI.5, 14 m
5. Pancerne kleszcze; 4r + st, 14 m
6. Muł pancerny; 5r + st, VI.4+/5, 15 m
7. Chiński porcelanowy czajniczek; 6r + st, 14 m
8. Sny na baterie; 2r, VI.6, 14 m
9. Chińska zabawka; 5r + st, VI.4, 14 m
10. Kuluar Zrębu; III, 12 m
11. Sny na baterie; 5r + st, VI.6, 14 m
12. Stopnie kolei żelaznej; 5r + st, VI.6/6+, 14 m
13. Projekt (Shadowplay); 3r + st,
14. Skradzione marzenia; st, VI.1, 9 m
15. Marzenia się spełniają; 3r + st, VI.4, 9 m
16. Najwyższa półka; 3r + st, VI.1+, 9 m[4].